# Integral de Darboux
En càlcul infinitesimal, la integral de Darboux és una de les possibles definicions d'integral d'una funció. Les integrals de Darboux són equivalents a les integrals de Riemann, això significa que una funció és Darboux integrable si i només si és Riemann integrable, i els valors de les dues integrals, si existeixen, són iguals. Les integrals de Darboux tenen l'avantatge de què són més senzilles de definir que les de Riemann però tenen l'inconvenient de què no són tan fàcils d'aplicar a la integració numèrica. Les integrals de Darboux reben el nom en honor del seu descobridor, Gaston Darboux.
Aquest article s'ha de llegir conjuntament amb l'article integral de Riemann, on es detallen les propietats d'aquestes integrals.

## Definició
Una partició d'un interval {\displaystyle [a,b]}  és una col·lecció finita de nombres {\displaystyle \{x_{0},\dots ,x_{n}\}} tals que
{\displaystyle a=x_{0}<x_{1}<\cdots <x_{n}=b.}
Cada interval {\displaystyle [x_{i},x_{i-1}]} es diu que és un subinterval de la partició.
Sia {\displaystyle f:[a,b]\to \mathbb {R} } una funció fitada i {\displaystyle {\mathcal {P}}=\{x_{0},\dots ,x_{n}\}}   una partició de l'interval  {\displaystyle [a,b]} . Per a {\displaystyle i=1,\dots ,n},  considerem el suprem i l'ínfim de {\displaystyle f} en l'interval  {\displaystyle [x_{i},x_{i-1}]} : 
{\displaystyle M_{i}=\sup _{x\in [x_{i-1},x_{i}]}f(x)\quad {\text{i}}\quad m_{i}=\inf _{x\in [x_{i-1},x_{i}]}f(x).}Noteu que és essencial que la funció estigui fitada per tal que aquests suprems i ínfims siguin finits.

Figura 1. Sumatoris de Darboux inferior (verd) i superior ((gris) per a quatre subintervals

Es defineix el sumatori de Darboux superior de ƒ respecte de {\displaystyle {\mathcal {P}}} per{\displaystyle U(f,{\mathcal {P}})=\sum _{i=1}^{n}M_{i}(x_{i}-x_{i-1}),}
i el sumatori de Darboux inferior de ƒ respecte de {\displaystyle {\mathcal {P}}} {\displaystyle L(f,{\mathcal {P}})=\sum _{i=1}^{n}m_{i}(x_{i}-x_{i-1}).}Vegeu la Figura 1.
La integral de Darboux superior de ƒ es defineix per {\displaystyle {\overline {\int }}_{a}^{b}f=\inf\{U(f,{\mathcal {P}}):{\mathcal {P}}{\text{ és una partició de }}[a,b]\},}i la integral de Darboux inferior de ƒ {\displaystyle {\underline {\int }}_{a}^{b}f=\sup\{L(f,{\mathcal {P}}):{\mathcal {P}}{\text{ és una partició de }}[a,b]\},}
Quan {\displaystyle {\underline {\int }}_{a}^{b}f={\overline {\int }}_{a}^{b}f.} es diu que ƒ és Darboux integrable i el valor comú es designa per {\displaystyle \int _{a}^{b}f}{\displaystyle {\int }_{a}^{b}f={\underline {\int }}_{a}^{b}f={\overline {\int }}_{a}^{b}f.}i s'anomena integral de Darboux. La notació que hem utilitza és la mateixa que la de la integral de Riemann, la qual cosa es pot fer ja que, com comentarem més endavant,  ambdues integrals coincideixen.

## Propietats de les sumes de  Darboux

Figura 2. En refinar la partició, el sumatori inferior creix i el sumatori superior disminueix.

Vegeu Spivak
Sigui {\displaystyle {\mathcal {P}}=\{x_{0},\dots ,x_{n}\}} una partició de l'interval {\displaystyle [a,b]} . Un refinament de la partició {\displaystyle {\mathcal {P}}} és una altra partició {\displaystyle {\mathcal {P}}'=\{y_{0},\dots ,y_{m}\}}  que inclou tots els punts de {\displaystyle {\mathcal {P}}},  és a dir, per a qualsevol   {\displaystyle i\in \{0,\dots ,n\}}, existeix {\displaystyle r(i)\in \{0,\dots ,m\}}  tal que {\displaystyle x_{i}=y_{r(i)}.\,\!}
Si {\displaystyle {\mathcal {P}}'} és un refinament de  {\displaystyle {\mathcal {P}}}, llavors {\displaystyle L(f,{\mathcal {P}})\leq L(f,{\mathcal {P}}')\quad {\text{i}}\quad U(f,{\mathcal {P}})\geq U(f,{\mathcal {P}}').}
Si {\displaystyle {\mathcal {P}}_{1}}  i  {\displaystyle {\mathcal {P}}_{2}} són dues particions del mateix interval (no cal que una sigui un refinament de l'altra), llavors {\displaystyle L(f,{\mathcal {P}}_{1})\leq U(f,{\mathcal {P}}_{2}).}Vegeu la Figura 2.
D'aquí en resulta que {\displaystyle {\underline {\int }}_{a}^{b}f\leq {\overline {\int }}_{a}^{b}f.}

## Relació amb la integral de Riemann
Articles principala: Integral de Riemann  i  Sumatori de Riemann
Si considerem una partició {\displaystyle {\mathcal {P}}=\{x_{0},\dots ,x_{n}\}} i una col.lecció de punts   {\displaystyle {\mathcal {\tau }}=\{t_{1},\dots ,t_{n}\}} tals que {\displaystyle t_{i}\in [x_{i-1},x_{i}]} , {\displaystyle i=1,\dots ,n}  , es defineix la suma de Riemann de {\displaystyle f} respecte {\displaystyle {\mathcal {P}}}  i  {\displaystyle \tau }  a {\displaystyle S(f,{\mathcal {P}},\tau )=\sum _{i=1}^{n}f(t_{i})(x_{i}-x_{i-1}).}
Tenim que{\displaystyle L(f,{\mathcal {P}})\leq S(f,{\mathcal {P}},\tau )\leq U(f,{\mathcal {P}}).}
A partir d'aquesta propietat, es pot demostrar que les integrals de Riemann coincideixen amb integrals de Darboux: Si la integral de Darboux existeix, llavors els sumatoris de Darboux superior i inferior corresponents a una partició prou fina quedaran a prop del valor de la integral, per tant qualsevol sumatori de Riemann sobre la mateixa partició també estarà proper al valor de la integral. Es pot veure que hi ha una partició amb valors intermedis que es fa arbitràriament propera al valor de la integral de Darboux superior o inferior, i en conseqüència, si la integral de Riemann existeix, llavors la integral de Darboux també ha d'existir.
Teorema.Sigui  {\displaystyle f:[a,b]\to \mathbb {R} } una funció fitada. Aleshores {\displaystyle f} és Darboux integrable si i només si és Riemann integrable, i en aquest cas, ambdues integrals coincideixen.